# Ouislane
Ouislane (àrab: ويسلان, Wīslān; amazic estàndard marroquí: ⵡⵉⵙⵍⴰⵏ, Wislan) és un municipi de la prefectura de Meknès, a la regió de Fes-Meknès, al Marroc. Segons el cens de 2014 tenia una població total de 87.910 persones.